# Regimentul Sovietic 46 Aviație Vânătoare și Bombardament
Regimentul Sovietic 46 „Taman” Aviație Vânătoare și Bombardament de Noapte (în rusă 46-й гвардейский ночной бомбардировочный авиационный полк), cunoscut anterior ca Regimentul Sovietic 588 Aviație de Gardă și Bombardament Nocturn (588-й ночной легкобомбардировочный авиационный полк), denumit de oponenții săi naziști ca Vrăjitoarele Nopții (în germană die Nachthexen, în rusă Ночные ведьмы, Nochnyye Vedmy) a fost un regiment de aviație feminin ca parte a Forțelor Aeriene Sovietice în timpul celui de-al Doilea Război Mondial. Porecla Vrăjitoarele Nopții a fost folosită inițial de trupele germane, dar ulterior a fost adoptată parțial de membri ai regimentului.

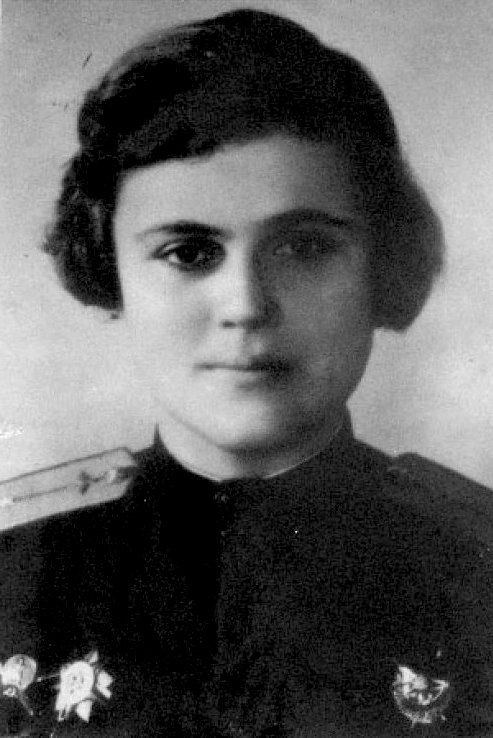
Locotenent Evghenia Rudneva, navigator al Regimentului 46

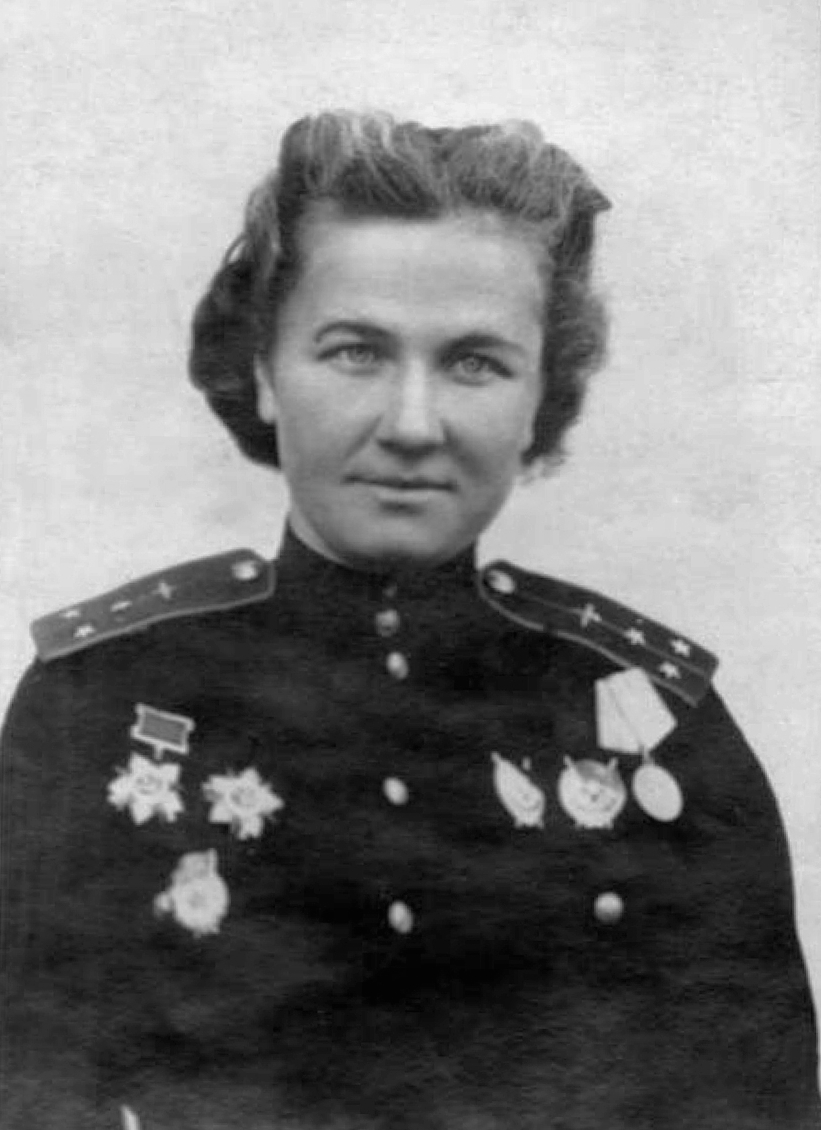
Nadejda Popova, comandant adjunct de escadrilă

## Istorie
A fost format ca Regimentul Sovietic 588 în octombrie 1941 prin ordinul Comisariatul Popular de Apărare (NKO) al Uniunii Sovietice nr. 0099, din 8 octombrie 1941, la îndemnul Marinei Raskova. Grupul pilot a fost înființat la Moscova în octombrie 1941 și a fost mutat la Engels la 16 octombrie. Formarea regimentului a început acolo la sfârșitul anului. Comandantul unității destinate exclusiv femeilor a fost Evdokia Berșanskaia, șeful Statului Major Irina Rakobolskaia, inginerul regimentului Sofia Oserkova, ofițerul de navigație Sofia Bursaieva și comisarul politic Evdokia Ratkevici. Piloții au fost recrutați din rândul membrilor flotei aeriene civile, precum și a aerocluburilor. Regimentul a ajuns pe front la 27 mai 1942. În acel moment, avea un personal de 115 persoane - majoritatea cu vârste cuprinse între 17 și 22 de ani. Regimentul a devenit parte a diviziei 218 a Aviație Bombardament de Noapte, sub comanda lui Dmitri Popov, în cadrul Forțelor Aeriene a 4-a. La 8 februarie 1943, a fost redenumit ca Regimentul Sovietic 46 de Gardă. Pentru curajul și eroismul personalului arătat în luptele cu invadatorii naziști, regimentului i s-a acordat titlul onorific de „Gardă”.
În perioada 11 iulie 1943 - 31 martie 1944, regimentul a făcut parte din Divizia 132 Aviație Bombardament, unde a participat la operațiunea ofensivă din Crimeea.
Din 15 mai 1944 a făcut parte din Divizia 325 Aviație Bombardament de Noapte. În timpul eliberării Crimeei din mai 1944, regimentul a făcut temporar parte din Divizia 2 Aviație a Bombardament de Noapte.
Germanii le-au poreclit „Vrăjitoarele Nopții” deoarece toate misiunile de luptă au avut loc exclusiv noaptea și, înainte de a se angaja în pozițiile inamice, piloții au oprit motoarele biplanului lor Po-2 și se mai auzea doar un foșnet liniștit de aer sub aripi, asemănător cu sunetul unei mături.
La 15 octombrie 1945, regimentul a fost desființat, iar majoritatea piloților au fost demobilizați.

## Ore de zbor
În timpul ostilităților, piloții regimentului aerian au efectuat 23 672 de zboruri într-un total de 28.676 de ore de zbor. Dintre acestea, 2920 au fost efectuate în timpul Bătăliei pentru Caucaz; 4623 în Eliberarea Kubanului, a Tamanului și a Novorossiiskului; 6140 de zboruri au fost efectuate la Eliberarea Crimeii; 400 de zboruri la Eliberarea Belarusului; 5421 zboruri la Eliberarea Poloniei și 2000 de zboruri au fost efectuate în timpul luptelor din Germania.
Pauzele dintre zboruri erau de de 5-8 minute, uneori echipajul a făcut 6-8 ieșiri vara și 10-12 iarna pe timp de noapte. În total, o aeronavă a fost în aer timp de 28.676 ore (1191 zile întregi). Piloții au aruncat peste 3 mii de tone de bombe, 26.000 de obuze incendiare. Regimentul a distrus și a deteriorat 17 puncte de trecere, 9 trenuri, 2 stații de cale ferată, 26 de depozite, 12 rezervoare de combustibil, 176 de mașini, 86 de puncte de tragere și 11 reflectoare. Au fost provocate 811 incendii și 1092 explozii de mare putere. De asemenea, au fost aruncate 155 de lăzi de muniție și alimente pentru trupele sovietice încercuite.

## Aeronave
Aeronavele folosite au fost biplane de tip Polikarpov Po-2, un model inițial proiectat pentru antrenament și scopuri agricole. Pentru a fi folosită de regimentul de bombardament de noapte, aeronava a fost transformată în bombardier. În timpul războiului, încărcătura cu bombe a crescut de la 180 kg la 300, mai târziu chiar la 400 kg. Po-2 avea nevoie doar de o pistă scurtă și, prin urmare, putea fi folosit și de pajiști neasfaltate și în luminișuri forestiere, care erau situate chiar în spatele liniei frontului.
Spre deosebire de Regimentul Sovietic 125 Aviație Vânătoare și Bombardament care a folosit aeronave mai moderne Petlyakov Pe-2, Regimentul 46 a folosit aeronave învechite.

## Eroi ai Uniunii Sovietice
- Raisa Aronova
- Vera Belik†
- Marina Chechneva
- Rufina Gașeva
- Polina Gelman
- Tatiana Makarova†
- Natalia Meklin
- Evdokia Nikulina
- Evdokia Nosal†
- Olga Sanfirova†
- Zoia Parfenova
- Evdokia Pasko
- Nadejda Popova
- Nina Raspopova
- Evghenia Rudneva†
- Ecaterina Riabova
- Irina Sebrova
- Maria Smirnova
- Maguba Sirtlanova
- Nina Ulianenko
- Evghenia Jigulenko